# Експедиција 68 (МСС)
Експедиција 68 је 68. дуготрајна експедиција на Међународну свемирску станицу. Експедиција је почела по одласку Сојуза МС-21 29. септембра 2022. г, са астронаутом ЕСА Самантом Кристофорети која је преузела дужност командира МСС-а. Првобитно, експедицију су чинили Кристофорети и њена три члана посаде Посада 4 (SpaceX), Чел Линдгрен, Роберт Хајнс и Џесика Воткинс, као и космонаути Роскосмоса Сергеј Прокопјев, Дмитриј Петелин и амерички астронаут Франциско Рубио, који су пристигли са Сојузом МС-22 21. септембра 2022. г. и биће пребачени из Експедиције 67 заједно са астронаутима Посаде 4.
Посада 4 ће напустити станицу у октобру 2022. г. и биће замењена Посадом 5, која ће до станице превести Насине астронауте Никол Ман и Џоша Касаду, као и JAXA астронаута Коичија Вакату и космонаута Роскосмоса Ану Кикину. Пре поласка, Кристофорети ће команду над станицом предати Прокопјеву.

## Посада
| Лет                     | Астронаут                                      | Први део (29. септембар - 4. октобар 2022.) | Други део (4. октобар – 10. октобар 2022.) (планирано) | Трећи део (10. октобар 2022. - март 2023.) (планирано) | Четврти део (март 2023. – 28. март 2023.) (планирано) |
| ----------------------- | ---------------------------------------------- | ------------------------------------------- | ------------------------------------------------------ | ------------------------------------------------------ | ----------------------------------------------------- |
| Сојуз МС-22             | Сергеј Прокопјев, Роскосмос Други лет у свемир | инжењер лета                                | инжењер лета                                           | командир                                               | командир                                              |
| Сојуз МС-22             | Дмитриј Петелин, Роскосмос Први лет у свемир   | инжењер лета                                | инжењер лета                                           | инжењер лета                                           | инжењер лета                                          |
| Сојуз МС-22             | Франциско Рубио, Наса Први лет у свемир        | инжењер лета                                | инжењер лета                                           | инжењер лета                                           | инжењер лета                                          |
| Посада 4 (SpaceX)       | Саманта Кристофорети, ЕСА Други лет у свемир   | командир                                    | командир                                               |                                                        |                                                       |
| Посада 4 (SpaceX)       | Чел Линдгрен, НАСА Други лет у свемир          | инжењер лета                                | инжењер лета                                           |                                                        |                                                       |
| Посада 4 (SpaceX)       | Роберт Хајнс, НАСА Први лет у свемир           | инжењер лета                                | инжењер лета                                           |                                                        |                                                       |
| Посада 4 (SpaceX)       | Џесика Воткинс, НАСА Први лет у свемир         | инжењер лета                                | инжењер лета                                           |                                                        |                                                       |
| Посада 5 (SpaceX)       | Никол Ман, НАСА Први лет у свемир              |                                             | инжењер лета                                           | инжењер лета                                           | инжењер лета                                          |
| Посада 5 (SpaceX)       | Џош Касада, НАСА Први лет у свемир             |                                             | инжењер лета                                           | инжењер лета                                           | инжењер лета                                          |
| Посада 5 (SpaceX)       | Коичи Ваката, ЈАКСА Пети лет у свемир          |                                             | инжењер лета                                           | инжењер лета                                           | инжењер лета                                          |
| Посада 5 (SpaceX)       | Ана Кикина, Роскосмос Први лет у свемир        |                                             | инжењер лета                                           | инжењер лета                                           | инжењер лета                                          |
| Сојуз МС-23 (планирано) | Олег Кононенко, Роскосмос Пети лет у свемир    |                                             |                                                        |                                                        | инжењер лета                                          |
| Сојуз МС-23 (планирано) | Николај Чуб, Роскосмос Први лет у свемир       |                                             |                                                        |                                                        | инжењер лета                                          |
| Сојуз МС-23 (планирано) | Лорал О'Хара, НАСА Први лет у свемир           |                                             |                                                        |                                                        | инжењер лета                                          |